# (2986) Mrinalini
(2986) Mrinalini (2525 P-L) – planetoida z pasa głównego asteroid okrążająca Słońce w ciągu 5,66 lat w średniej odległości 3,18 j.a. Odkryta 24 września 1960 roku.